# Simone Andreetta
Simone Andreetta (Vittorio Veneto, 30 d'agost de 1993) és un ciclista italià, professional des del 2015 i actualment a l'equip Bardiani CSF.

## Palmarès
- 2011
  - Vencedor d'una etapa al Giro de la Lunigiana
- 2013
  - 1r a la Bassano-Monte Grappa
- 2014
  - 1r al Giro del Belvedere
  - 1r a la Bassano-Monte Grappa
  - Vencedor d'una etapa al Giro del Friül-Venècia Júlia

### Resultats al Giro d'Itàlia
- 2016. 161è de la classificació general
- 2017. 156è de la classificació general
- 2018. 125è de la classificació general